# Episodi di Entourage (quinta stagione)
La quinta stagione di Entourage è stata trasmessa negli Stati Uniti d'America dal 7 settembre al 23 novembre 2008 su HBO.
In Italia è stata trasmessa dal 20 settembre al 25 ottobre 2010 su FX.
| nº | Titolo originale           | Titolo italiano                    | Prima TV USA      | Prima TV Italia   |
| -- | -------------------------- | ---------------------------------- | ----------------- | ----------------- |
| 1  | Fantasy Island             | Messico e nuvole                   | 7 settembre 2008  | 20 settembre 2010 |
| 2  | Unlike a Virgin            | Un buon copione                    | 14 settembre 2008 | 20 settembre 2010 |
| 3  | The All Out Fall Out       | Tutto fa brodo                     | 21 settembre 2008 | 27 settembre 2010 |
| 4  | Fire Sale                  | Guerra al rialzo                   | 28 settembre 2008 | 27 settembre 2010 |
| 5  | Tree Trippers              | Una notte da sballo                | 5 ottobre 2008    | 4 ottobre 2010    |
| 6  | Redomption                 | Un grosso cambiamento              | 12 ottobre 2008   | 4 ottobre 2010    |
| 7  | Gotta Look Up to Get Down  | Amore a prima vista                | 19 ottobre 2008   | 11 ottobre 2010   |
| 8  | First Class Jerk           | La corsa all'oro                   | 26 ottobre 2008   | 11 ottobre 2010   |
| 9  | Pie                        | Faccia da tappezzeria              | 2 novembre 2008   | 18 ottobre 2010   |
| 10 | Seth Green Day             | Seth Green o niente                | 9 novembre 2008   | 18 ottobre 2010   |
| 11 | Play'n with Fire           | Un film da dimenticare             | 16 novembre 2008  | 25 ottobre 2010   |
| 12 | Return to Queens Boulevard | Dalle stelle alle stalle e ritorno | 23 novembre 2008  | 25 ottobre 2010   |